# Монферран (замок крестоносцев)
Монферран (фр. Forteresse de Montferrand) — бывший замок крестоносцев в графстве Триполи (ныне современная Сирия).

## История
После Первого крестового похода граф Раймунд в 1100 году около города Рафанию начал строительство замка, получившего название Монферран.
В апреле 1105 года атабек Дамаска Тугтегин захватил замок, перебив 500 человек и разрушив валы.
В 1126 году крестоносцы построили Монферран, в котором был помещён гарнизон, представлявший военную угрозу для Рафании. В том же году объединённые войска Иерусалимского королевства, графства Триполи и княжества Антиохии осадили Рафанию и спустя 18 дней осады гарнизон капитулировал и свободно покинул город. Понимая, что в отдалении от своих земель город будет тяжело удержать, Понс Триполитанский передал Рафанию госпитальерам.
Весной 1133 года туркмены вторглись в графство Триполи; граф Понс Триполитанский был разбит и бежал в Монферран. На помощь осаждённым отправилась армия под командованием короля Фулька Иерусалимского, но туркмены отступили, узнав о приближении войска крестоносцев.
В 1137 году войска атабека Мосула и Алеппо Имадеддина Занги осадили Монферран, и на помощь осаждённым отправилась армия крестоносцев под командованием короля Фулька и графа Триполи. Армия Занги нанесла поражение христианам, которые понесли тяжелые потери, а граф Триполи и многие воины попали в плен. Король Фульк укрылся в замке Монферран. Занги продолжил осаду замка, в котором заканчивались запасы продовольствия, а десять баллист, имевшихся в наличии у мусульман, обстреливали замок. Фульк отправил гонцов к другим вождям крестоносцев за помощью, но после переговоров осаждённые 20 августа 1137 года сдали замок и добились свободного выхода, в том числе и возвращения всех пленных без выкупа.
В последующие годы крестоносцы безуспешно пытались вернуть замок.
В 1238/9 году айюбидский эмир Хамы Аль-Музаффар Махмуд решил сровнять цитадель с землёй.